# Darevskia raddei
Espèce
Synonymes
- Lacerta muralis var. raddei Boettger, 1892
- Lacerta caucasica var. tenuis Nikolsky, 1910
- Lacerta saxicola nairensis Darevsky, 1967
- Lacerta raddei vanensis Eiselt, Schmidtler & Darevsky, 1993

Statut de conservation UICN

 LC  : Préoccupation mineure
Darevskia raddei est une espèce de sauriens de la famille des Lacertidae.

## Répartition
Cette espèce se rencontre dans le nord-ouest de l'Iran, en Azerbaïdjan, Arménie, en Géorgie et dans le nord-est de la Turquie.

## Liste des sous-espèces
Selon The Reptile Database (24 janvier 2014) :
- Darevskia raddei chaldoranensis Rastegar-Pouyani, Karamiani, Oraei, Khosrawani & Rastegar-Pouyani, 2011
- Darevskia raddei nairensis (Darevsky, 1967)
- Darevskia raddei raddei (Boettger, 1892)
- Darevskia raddei vanensis (Eiselt, Schmidtler & Darevsky, 1993)

## Étymologie
Cette espèce est nommée en l'honneur de Gustav Radde. La sous-espèce Darevskia raddei chaldoranensis, composé de chaldoran et du suffixe latin -ensis, « qui vit dans, qui habite », est nommée en référence au lieu de sa découverte, la ville de Chaldoran.

## Publications originales
- Boettger, 1892 : Kriechthiere der Kaukasusländer, gesammelt durch die Radde-Valentin’sche Expedition nach dem Karabagh und durch die Herren Dr. J. Valentin un P. Reibisch. Bericht über die Senckenbergische Naturforschende Gesellschaft in Frankfurt am Main, vol. 1892, p. 131-150.
- Darevsky, 1967 : Skal'nye yashcheritzi Kaukaza (Rock lizards of the Caucasus. Systematics, ecology and phylogeny of a polymorphic group of Caucasian lizards from the subgenera Archaeolacerta). Akademiya Nauk SSSR Zoologicheskii Institut, Nauka Leningrad, vol. 1967, p. 3-214.
- Eiselt, Schmidtler & Darevsky, 1993 : Untersuchungen an Felseidechsen (Lacerta saxicola Komplex) in der östlichen Türkei. 2. Eine nue Unterart der Lacerta raddei Boettger, 1892 (Squamata: Sauria: Lacertidae). Herpetozoa, vol. 6, no 1/2, p. 65-70.
- Rastegar-Pouyani, Karamiani, Oraei, Khosrawani & Rastegar-Pouyani, 2011 : A New Subspecies of Darevskia raddei (Boettger, 1892) (Sauria: Lacertidae) from the West Azerbaijan Province, Iran. Asian Herpetological Research, vol. 2, no 4, p. 216–222 (texte intégral).